# Hervormde kerk (Avenhorn)
Hervormde Kerk is een eenschepig kerkje gelegen aan de West 19 in de Noord-Hollandse plaats Avenhorn. De kerk is gebouwd in 1642. De oorspronkelijk groen gekleurde toren van de kerk dateert van 1642. In 1914 werd de eerste travee en toren vernieuwd. De westgevel bevat een jaartalsteen met opschrift 1642.
Sinds 1971 zijn zowel toren als kerk als rijksmonument ingeschreven in het monumentenregister.

## Interieur
In de kerk bevinden een preekstoel uit eerste helft van de 17e eeuw, doophek en 17e-eeuwse doopbanken. De met snijwerk versierde herenbank en psalmbordje met gesneden bekroning komen uit de 18e eeuw. Het mechanisch torenuurwerk van Hörz stamt uit circa 1920. In de groene toren bevindt zich een 20 stemmen tellend orgel gebouwd door de firma S. de Wit & Zn. uit Nieuw-Vennep.

## Foto's

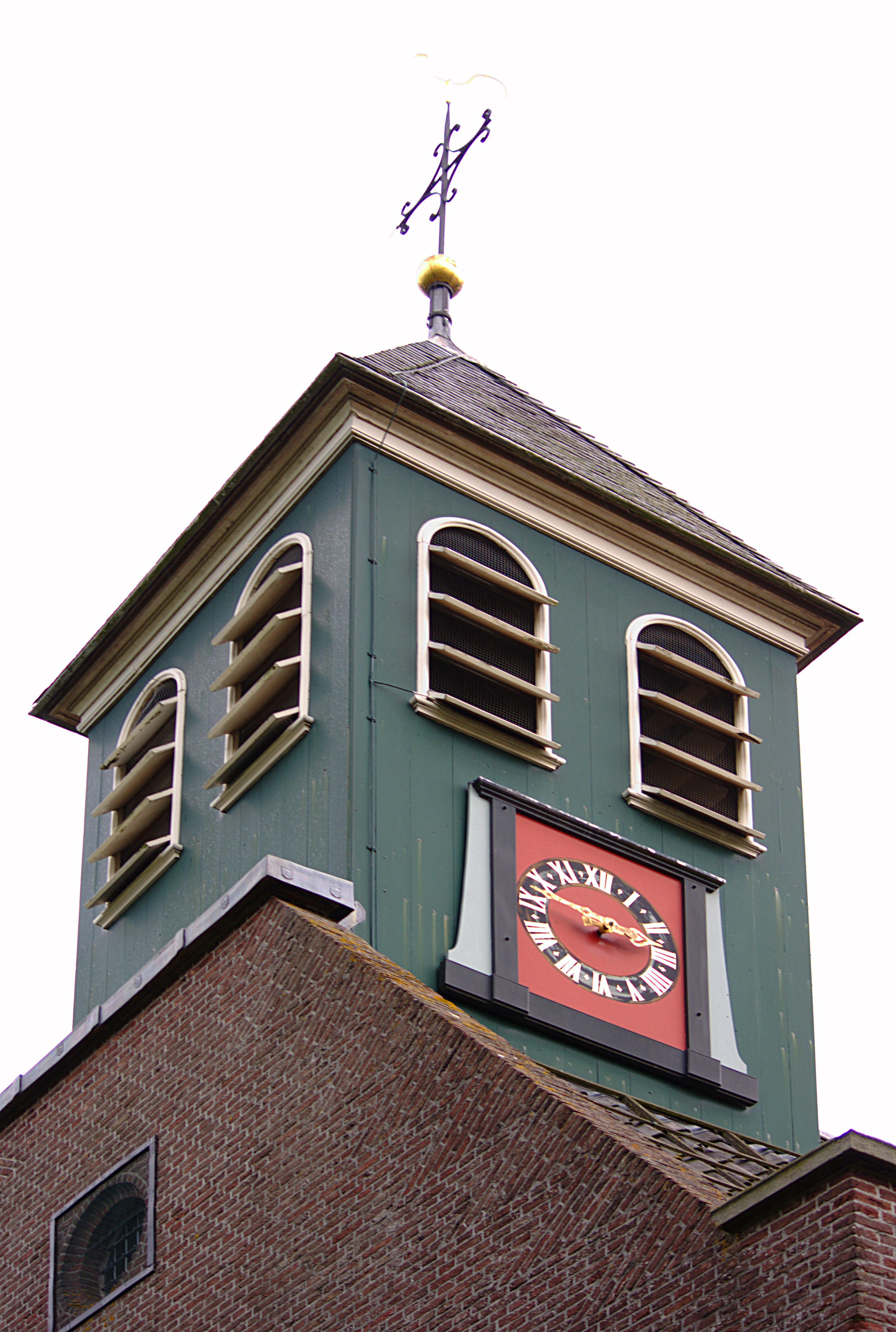
Toren
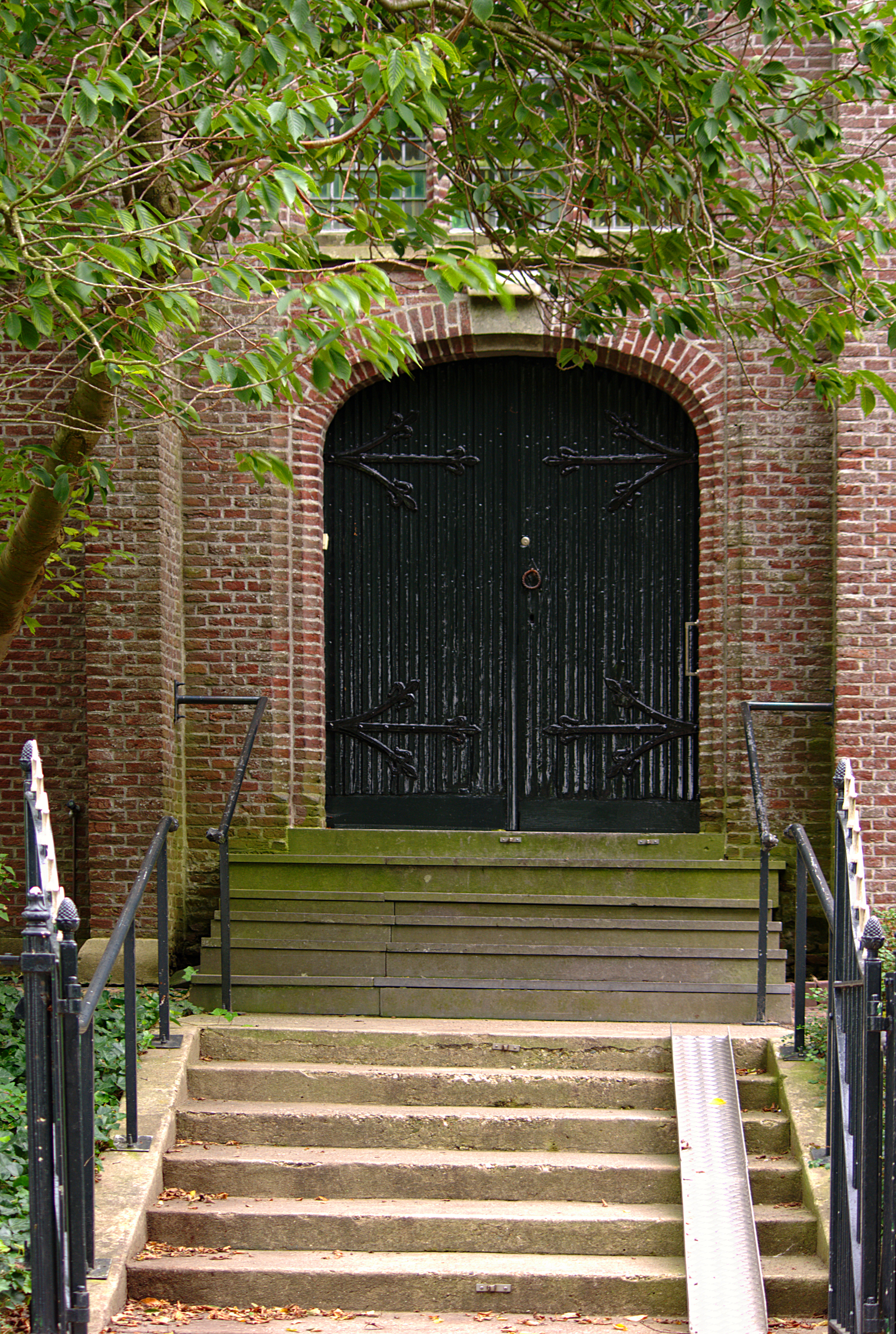
Ingang
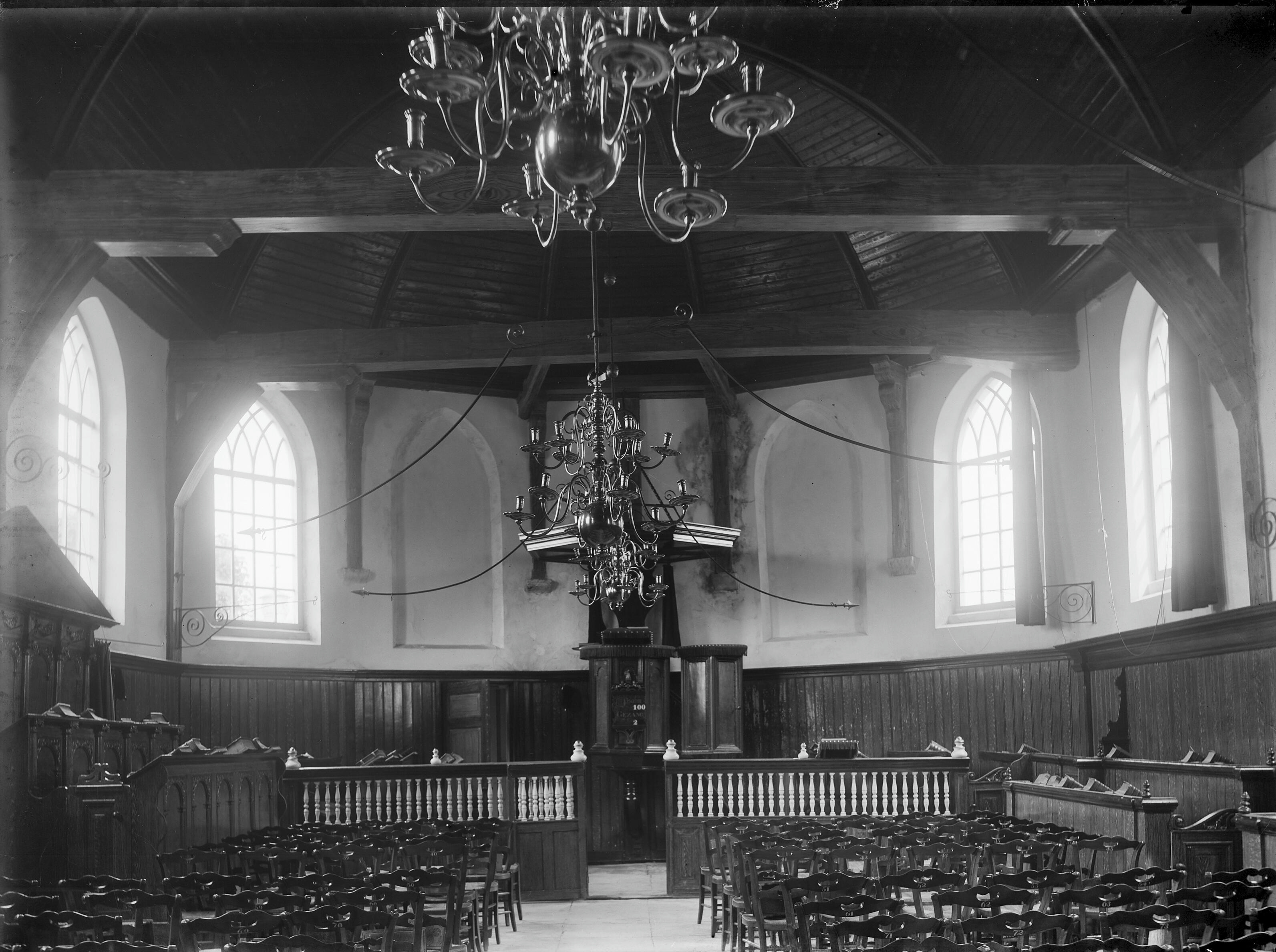
Interieur in 1912
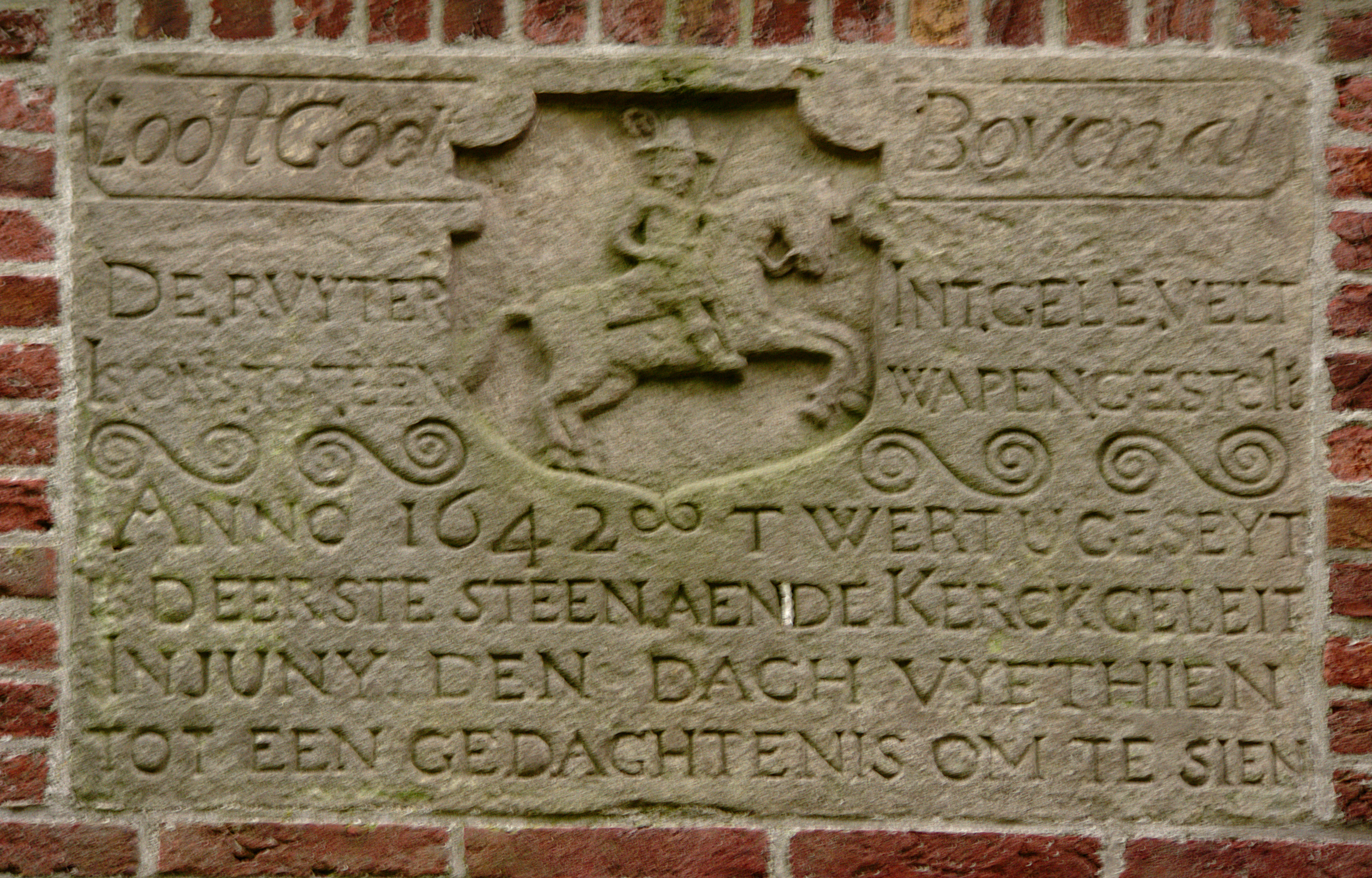
Gevelsteen in de toren